# Robert Maxwell
Robert Maxwell, eredeti nevén Ján Ludvík Hyman Binyamin Hoch (Aknaszlatina, Csehszlovákia, 1923. június 10. – Atlanti-óceán, Kanári-szigetek, 1991. november 5.) brit médiatulajdonos, lapkiadó, az egykori Mirror Group tulajdonosa. Nevéhez fűződik az egyik legnagyobb gazdasági csődeljárás és sikkasztás, mely nem sokkal halála után vált ismertté.

## Élete
Ján Ludvík Hyman Binyamin Hoch néven született egy kárpátaljai településen, szegény zsidó családban. Már gyerekkorában önmegvalósító ambíciók fűtötték. A második világháború idején eltökélten harcolni akart a náci uralom ellen, majd miután a Brit Királyi Haditengerészet evakuálta Liverpoolba, beállt a brit hadsereghez mint J.L. Hoch önkéntes, ahol Katonai Kereszttel ismerték el érdemeit. Későbbi hírek szerint azonban nem kizárt, hogy háborús bűntetteket hajtott végre, egy alkalommal pedig maga dicsekedett el azzal, hogy lelőtt egy fegyvertelen tizenöt éves német katonát. Családja két nővére kivételével a holokauszt áldozata lett, emiatt élete végéig gyűlölte a nácikat. A háború után az antiszemitizmustól félve vette fel az angolos Robert Maxwell nevet, és így kezdte el kiadói karrierjét Németországban tudományos könyvek kiadásával. Hadi járadékából megalapította a Pergamon Press kiadót, amely hatmillió font sterlinges multinacionális vállalattá fejlődött. A céget később, 1969-ben volt kénytelen eladni egy amerikai befektetőnek, miután kiderült, hogy csalt a cég könyvelésével. 1964 és 1970 között parlamenti képviselő is volt a Munkáspárt színeiben.
1984-ben szerezte meg a Mirror Groupot, és teljesen átszervezte a rosszul működő céget. Modernizálta a nyomdákat, új eljárásokat vezetett be, és teljesen színessé tette a kiadványokat. Ugyanakkor elkezdte arra használni a cég sajtótermékeit, hogy őt dicsőítő cikkeket jelentessenek meg bennük. Híresen hiú és beképzelt ember volt, aki előszeretettel tetszelgett különböző rendezvényeken vagy fogadásokon, de önmagával is sokat foglalkozott: külön fodrászt tartott például a haja és a szemöldöke festésére. Szinte sportot űzött a kiadóban dolgozó különböző szerkesztők és egyéb felsőbb vezetők megalázásából, miközben a cégbirodalom ügyei egyre átláthatatlanabbakká váltak. Ennek oka, hogy a nyolcvanas évek recessziója miatt a cég a csőd szélére került, amit Maxwell a Mirror nyugdíjalapjából elsikkasztott fontmilliókkal akart elkendőzni. Az összeg végül több mint 400 millió fontra rúgott. Mindez azután derült ki, hogy Maxwell 1991. november 5-én vízbe esett Tenerife körül hajózó Lady Ghislaine nevű luxusjachtjáról, és megfulladt. Halálával kapcsolatban különböző mendemondák is lábra kaptak, miután híre ment, hogy a Moszad ügynöke lett volna, és hogy összekülönbözött nyomdász-szakszervezetekkel vagy a szervezett bűnözés köreivel, de a legvalószínűbb teória az volt, hogy egyszerűen részegen átesett a hajó korlátján.
A sikkasztás hírére hatalmas botrány kerekedett. Az okozott kár 406,8 millió font volt. Maxwell Mirrornál dolgozó két fia, Kevin és Ian próbálta egyben tartani a céget, de ez reménytelen vállalkozás volt, a cégbirodalom csődbe ment, és azok részegységeit külön-külön értékesítették. Maxwellt Jeruzsálemben temették el.

## Családja
Több gyermeke közül talán a legfiatalabb Ghislaine Maxwell lett a legismertebb, vagy inkább leghírhedtebb, miután néhai férjéhez, Jeffrey Epstein üzletemberhez köthető bűncselekmények, mint szexuális erőszak és emberkereskedelem kapcsán az ő közreműködését is bizonyítottnak látták, amiért 2022-ben 20 év börtönbüntetésre ítélték.